# Čejkovice (Hodonín)
Čejkovice (in tedesco Czeikowitz) è un comune della Repubblica Ceca facente parte del distretto di Hodonín, in Moravia Meridionale.